# European Technology Assessment Group

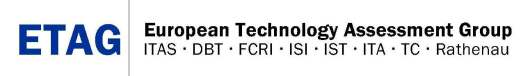
ETAG-Logo

Die European Technology Assessment Group (ETAG) ist ein kooperatives Netzwerk von Forschungseinrichtungen, die Studien im Feld der Technikfolgenabschätzung für das Europäische Parlament durchführen.

## Geschichte und Zielsetzung
Seit Oktober 2005 berät eine Gruppe europäischer Forschungseinrichtungen, die im Feld der Technikfolgenabschätzung (TA) aktiv sind, das Europäische Parlament zu gesellschaftlichen, umweltbezogenen und wirtschaftlichen Aspekten neuer Technologien und wissenschaftlicher Entwicklungen, wobei das Institut für Technikfolgenabschätzung und Systemanalyse (ITAS) des Karlsruher Instituts für Technologie (KIT) in Deutschland das Konsortium anführt.
Wie viele andere Parlamente in Europa hat auch das Europäische Parlament Ende der 1980er Jahre eine Einrichtung zur wissenschaftsbasierten Beratung über komplexe gesellschaftliche, ökologische und wirtschaftliche Folgen der modernen Technologien und Forschung geschaffen. Am Europäischen Parlament wird dieser Beratungs- und Konsultationsprozess durch den STOA-Ausschuss (Scientific Technology Options Assessment) organisiert, einem Parlamentsgremium, das aus 15 Abgeordneten besteht, die verschiedenen parlamentarische Ausschüsse vertreten. Angesichts der steigenden Bedeutung der europäischen Forschungs- und Technologiepolitik hat das Europäische Parlament entschieden, dass die Aktivitäten von STOA durch eine ständige Kooperation mit einer Gruppe von Einrichtungen mit entsprechender Expertise im Feld Technikfolgenabschätzung unterstützt werden. 
Ab Mai 2009 für eine zweite Periode von drei Jahren führt die European Technology Assessment Group (ETAG) für den STOA-Ausschuss TA-Studien durch. Der Fokus der Aktivitäten von ETAG für das Parlament liegt auf Studien in folgenden Feldern: Verkehr, IKT und Informationsgesellschaft, Nanotechnologie, Lebenswissenschaften und Lebensqualität sowie Landwirtschaft, Lebensmittel und Biotechnologie. Die neue Ausschreibung des STOA-Sekretariats für die Vergabe zukünftiger TA-Studien für das Europäische Parlament läuft derzeit und ist noch nicht entschieden.

## Partner
Abgesehen davon, dass sie jeweils die führenden Einrichtungen der Technikfolgenabschätzung in ihren Ländern sind, haben die Mitglieder der Gruppe langjährige Erfahrung im Bereich der Politikberatung für parlamentarische Gremien und die meisten sind Mitglieder des EPTA-Netzwerks. ETAG besteht aus den folgenden Organisationen:
- Institut für Technikfolgenabschätzung und Systemanalyse (ITAS)[3], Karlsruhe Institute of Technology (KIT), welches das Büro für Technikfolgen-Abschätzung beim Deutschen Bundestag[4] betreibt
- Dänischer Technologierat (DBT)[5], der das dänische Parlament berät
- Rathenau Instituut[6], das das niederländische Parlament berät
- ((Institute Society and Technology(IST)[7]), die TA-Einrichtung des flämischen Parlaments, war bis Ende 2012 Mitglied, wurde jedoch aufgelöst)
- Fraunhofer-Institut für System- und Innovationsforschung (ISI)[8], das gemeinsam mit dem ITAS TA-Studien für das deutsche Parlament durchführt
- Catalan Foundation for Research and Innovation (FCRI)[9], die wissenschaftliche Beratung für das Parlament von Katalonien leistet
- Institut für Technikfolgen-Abschätzung (ITA)[10] der Österreichischen Akademie der Wissenschaften
- Technology Centre AS CR[11], eine Einrichtung, die TA betreibt und zur Tschechischen Akademie der Wissenschaften und Künste gehört

## Projekte
Die wissenschaftliche Verantwortung für jede TA-Studie, die nach den Bedürfnissen des Europäischen Parlaments ausgerichtet wird, liegt bei einer der Partnerorganisationen. ITAS ist für die Administration und Kommunikation mit dem Europäischen Parlament verantwortlich und koordiniert die Aktivitäten von ETAG ebenso wie die Zusammenarbeit der Gruppe mit dem weiteren Netzwerk von TA-Einrichtungen in Europa. Das Arbeitsprogramm umfasst Studien zu einem breiten Themenfeld aus verschiedenen politischen Bereichen wie z. B. Forschungs & Entwicklung, Umweltfragen, Gesundheit und Energie. Projektthemen sind oder waren beispielsweise: Konvergente Technologien; Antibiotikaresistenz; Galileo; nachhaltige Energieversorgung; Nanotechnologie und chemische Substitution; Optionen für Straßen- und Luftverkehr; Krebstherapie; RFID und Identitätsmanagement; Urheberrechte; globale Gesundheit; zukünftige Energiesysteme in Europa; Technologie und Arbeitsmarkt; Tunnelsicherheit; Tierschutz; Human Enhancement; IkT und Energieeffizienz; landwirtschaftliche Technologien für Entwicklungsländer.
Die Studien, die ETAG für STOA durchführt, sind auf den STOA-Internetseiten abrufbar.